# 加我君孝
加我 君孝（かが きみたか、1944年〈昭和19年〉 - ）は、日本の医師。専門は耳鼻咽喉科学。東京大学名誉教授。

## 経歴
- 1944年　北海道美唄市生まれ
- 1963年　北海道美唄東高等学校卒業
- 1964年　東京大学理科三類入学
- 1971年　東京大学医学部医学科卒業
- 1971年　東京大学医学部耳鼻咽喉科学教室 入局
- 1973年　帝京大学耳鼻咽喉科学教室 助手
- 1973年　帝京大学耳鼻咽喉科学教室 講師
- 1983年　ジェファーソン医科大学 留学
- 1984年　カリフォルニア大学脳研究所 留学
- 1986年　帝京大学耳鼻咽喉科学教室 助教授
- 1992年　東京大学医学部耳鼻咽喉科学講座 教授
- 2000年　東京大学医学教育国際協力研究センター 初代センター長
- 2004年　日本耳科学会 理事長
- 2007年　東京大学名誉教授、国立病院機構東京医療センター臨床研究（感覚器）センター長